# Robertson (wijndistrict)
Robertson is een wijndistrict in Zuid-Afrika dat pas sinds 1983 als zodanig bestaat. Het district behoort tot de wijnregio Breede River Valley aan de West-Kaap. Het ligt tussen Worcester en Klein Karoo.
Op zich is het een warm gebied waar de zuidoostelijke wind voor verkoeling zorgt. De rivier zorgt voor de nodige irrigatie mede door de Brandvleidam, die er al een eeuw geleden is aangelegd. Het district stond aanvankelijk vooral bekend om zijn droge witte wijnen van Chardonnay, maar tegenwoordig is de Sauvignon Blanc meer in opkomst terwijl de reputatie van de versterkte wijn is gebleven. Ook de rode wijnen van Cabernet Sauvignon en Shiraz hebben een groeiende reputatie. 

## Wards
Het district kent negen wards: 
- Agterkliphoogte
- Bonnievale
- Boesmansriver
- Eilandia
- Hoopsrivier
- Klaasvoogds
- Le Chasseur
- McGregor
- Vinkrivier

## Productie
In deze regio zijn 48,7 miljoen wijnstokken aangeplant, waarvan de druivenopbrengst ongeveer 200.000 ton bedraagt. Het totaal aangeplante areaal bedraagt 14,25% van het totaal van Zuid-Afrika.

## Druivenrassen
- Wit:  meest aangeplant zijn Chardonnay, Colombard en Chenin Blanc
- Blauw: meest aangeplant zijn Shiraz, Cabernet Sauvignon en Ruby Cabernet

## Terroir
In het gebied langs de rivier is er nagenoeg geen verschil in terroir terwijl in de richting van de uitlopers van de bergen Langeberg en Sonderend de terroirs gaan verschillen m.n. door het verschil bodemtypen en mesoklimaat. Grofweg onderscheidt met twee verschillende bodemtypen. Enerzijds het bodemtype dat gevormd wordt door meegevoerd zand, leem en klei en anderzijds het bodemtype dat gedomineerd wordt door de leistenen ondergrond. Het eerste type komt het meeste voor en is ook zeer kalkhoudend en houdt goed het vocht vast. Dit bodemtype levert relatief kwalitatief goede wijnen op. Op de leistenen bodem hangt het af van de mate waarin de ondergrond verweerd is in hoeverre ze goed in staat is vocht vast te houden. De totale neerslag in dit gebied ligt tussen de 150 en 321 mm met een gemiddelde van 260 mm dat vooral in de winter valt. Irrigatie is dus veelal noodzakelijk. De laagste gemiddeld temperatuur in de winter bedraagt 7,4°C en de hoogste gemiddelde temperatuur in de zomer bedraagt 28,6°C. 